# رشک وسطی
رشک وسطی، روستایی از توابع دهستان دشتخاک شهرستان زرند در استان کرمان ایران است.

## جمعیت
این روستا در دهستان دشت خاک قرار دارد و براساس سرشماری مرکز آمار ایران در سال ۱۳۸۵، جمعیت آن ۱۹۷ نفر (۵۱خانوار) بوده‌است.